# Tiruppāṇāḻvār
Tiruppāṇāḻvār (in caratteri tamiḻ: திருப்பாணாழ்வார்; lett. il "Cantore āḻvār")  è il nome con cui è conosciuto l'āḻvār, autore dell'inno Amalaṉātipirāṉ contenuto nel Nālāyirativviyappirapantam.
Secondo le agiografie, Tiruppāṇāḻvār fu un trovatello, nato nell'anno 342 del kaliyuga, durante il mese di Kārttikai (ottobre/novembre), sotto il quarto asterismo lunare detto Urōkiṇi che fu raccolto nella risaia di Uṟaiyūr da un fuoricasta (avarṇa) musicante di yāḻ il quale, non avendo figli, fu felice di allevarlo.
Il padre di Tiruppāṇāḻvār consapevole della sua infima estrazione sociale decise di allevare il figlio adottivo nella purità, nutrendolo solo di latte di mucca.  Tiruppāṇāḻvār apprese l'arte di musicante del padre ma, a differenza di questi, decise di dedicare la sua musica solo a Dio, Viṣṇu.
Essendo tuttavia un "infimo", un fuoricasta, un "intoccabile"(niḥspṛśya), non poteva avere ingresso nel tempio e quindi Tiruppāṇāḻvār cantava e suonava le sue lodi sulle rive del fiume Kāverī, mirando da lontano la sacra area templare di Araṅkam, sede della forma Raṅganātha di Viṣṇu.
Un giorno un brahmano, di nome Lokasāraṅga, avendo riconosciuto come un impuro avarṇa l'ormai ottantenne Tiruppāṇāḻvār e visto che si era posto fin troppo vicino all'area pura del santuario inveì contro di lui, ma Tiruppāṇāḻvār era talmente assorto nelle sue lodi a Viṣṇu che non ascoltò i rimbrotti del sacerdote, il quale si decise quindi a tirargli contro una pietra che ferì alla fronte il musicante.
Risvegliatosi bruscamente dall'estasi, Tiruppāṇāḻvār si scusò col brahmano e si allontanò immediatamente dal luogo puro.
Soddisfatto per aver difeso la purità templare e i diritti della propria casta, il brahmano rientrò nel tempio ma trovò tutte le porte sbarrate. Dio, Viṣṇu, aveva deciso infatti di negare a tutti i brahmani l'accesso al tempio e questi, intimoriti dalla minaccia divina, rientrarono nelle proprie case.
Solo allora Viṣṇu si decise a comunicare a Lokasāraṅga il motivo della sua ira contro i brahmani: apparendo in sogno ferito al capo come Tiruppāṇāḻvār, dichiarò al terrorizzato brahmano che la pietra scagliata contro il musicante fuoricasta era come fosse stata scagliata contro la sua stessa maestà divina.
Dio ingiunse quindi al sacerdote che avrebbe riottenuto il favore divino solo allorquando, caricatosi sulle spalle il fuoricasta Tiruppāṇāḻvār, lo avesse trasportato in processione, davanti a tutti, all'interno dell'area pura del tempio.
Il brahmano obbedì, invitando Tiruppāṇāḻvār, questi spaventato, ad aiutarlo nella penitenza.
Giunto alla presenza divina collocata all'interno del tempio, immagine che per la sua condizione castale il cantore non aveva mai potuto ammirare, Tiruppāṇāḻvār eruppe in un inno in lode a Dio, Viṣṇu, il quale, colpito egli stesso da tanta devozione, lo assorbì nella sua stessa sacra immagine, facendolo scomparire all'istante.
kōvala ṉāyveṇṇey

uṇṭa vāyaṉeṉṉuḷḷam kavarntāṉai,

aṇṭar kōṉaṇi yaraṅkaṉeṉ ṉamutiṉaik

kaṇṭa kaṇkaḷ,maṟ ṟoṉṟiṉaik kāṇāvē.»
(Tiruppāṇāḻvār, Amalaṉātipirāṉ, 10; traduzione di Emanuela Panattoni)
Per il canto in lingua tamiḻ cfr. a 07:47